# 華若翰
華若翰原名約翰·艾略特·華德（John Elliott Ward，1814年10月2日—1902年），美国外交家，1859年-1861年出任美国驻华公使，经历第二次鸦片战争。1859年7月8日，在发生中英大沽炮台之役之后，華若翰按照清政府的要求在天津北塘登陆，27日进京。沿途多艰辛。进京后坚持不肯跪拜，未曾觐见。国书交桂良，回到天津北塘，于8月16日与直隶总督恒福互换《中美天津条约》。
青年时代学习法律，1853年佐治亚州众议院议长 ，1854年当选佐治亚州萨凡纳市长。1857年进入联邦参议院。1859年-1861年出任美国驻华公使。1866年离开萨凡纳市到纽约开办律师业务。